# Francisco Antonio Gómez
Francisco Antonio Gómez fue un destacado militar dominicano en la independencia de su país en la Guerra de la Restauración, perteneciendo a la "Línea".

## Biografía
Antonio Gómez nació en Guayacanes, República Dominicana, en la primera mitad del siglo XIX. Tras ser elevado a comandante y unirse a la insurrección dominicana contra la recolonización española del país, lideró una tropa, el 18 de agosto de 1863, contra la dotación española de Guayubín, asalto que fracasó en su primer intento. Así, decidió reorganizar sus tropas y atacar nuevamente a los españoles del lugar, logrando, a través de un nuevo ataque (y en colaboración con el general Juan Antonio Polanco) la derrota de los españoles en Guayabín, forzándoles a huir del lugar. Así, la plaza fue reocupada por los patriotas. También luchó por la ocupación patriota de Monte Cristi, manteniendo su lucha durante toda la campaña. Así, el 14 de septiembre de 1863 firmó el Acta de Independencia del país. Además, el 10 de octubre de 1864, tras la derrota política de Salcedo por parte del general Polanco, también firmó el Acta de Desconocimiento de la Autoridad y el Gobierno de Salcedo, cuando éste fue derrocado por el general Polanco. Después de la guerra, se unió al "grupo" de seguidores de Báez, aunque a veces había llegado a oponerse a él. Murió en Guayubín el 13 de mayo de 1883.
- Datos: Q5865091